# Antonius Schultingh
Antonius Schultingh, Anton Schulting ou Schultingius (23 juillet 1659 à Nimègue - 12 mars 1734 à Leyde) est un juriste et professeur d'université néerlandais.

## Biographie
Antonius Schultingh naît à Nimègue le 23 juillet 1659. Après des études à Leyde, il enseigne dans cette ville, puis à Franeker. À partir de 1691, il enseigne à l'université de Leyde.
Il meurt le 12 mars 1734.

## Œuvres
- Orat. Rectorales de Jurisprudentia M.T. Ciceronis, Franeker, 1702
- Dissertationes de recusatione Iudicis; pro rescriptis Imp. Romanorum; de transactione super contriversiis, quae ex ultimis voluntatibus nascurtur, etiam non inspectis vel cognitis, Morum verbis, recte ineunda. Accedit Oratio de Juris prudentiia M.T. Ciceronis, Franeker, 1708
- Dissertatio de Jurispr. historica, Franeker, 1712.
- Dissertatio de recusatione judicis pro rescriptis Imp. Rom, Leyde, 1714.
- Oratio funebris in Jubitum Jac. Perizonii, Leyde, 1715.
- Jurisprudentia vetus Anteiustinianea, cum duabus Orationibus, inaugurali Franequerana, alteraque de Jurisprudentia Historica, Leyde, 1717, Leipzig, 1736.
- Dissertatio de Utilitate Jurispr. Rom. ad alias artes et sententias, Leiden 1718.
- Enarratio partis I Digestorum constat Disputationibus Franequerae quondam ventilatis, hic vero auctis et expolitis. Accedit Diss. ad l. I ult. ff. de Quaestionibus, Leyde, 1720.
- Dissertatio de angusta hominis innocentia ad legem boni, Leyde, 1730.
- Thesium Controversarum inxta seriem Digestorum, Decades C. quae disputatae olim Franequerae. Accedit Exercitatio ac Valerii Maximi L. VII. C. 7 de Testamentis rescissis, quae inserta quaque editioni huius Auctoris, Abr. Torrenii. Et Vitriarii Orat. funeb., Leyde, 1738.
- In 1778 werden twee afdrukken van het romeinsche wetboek (Corpus Juris) door Schulting gebruikt, van de erven van den Hoogleeraar Rucker, in wiens bezit zij tot dusverre geweest waren, voor eene som van f 2000 door curatoren der Leidsche hoogeschool gekocht. Deze zijn door den hoogleeraar Smallenburg, met zijn eigene aanmerkingen in het licht gegeven onder den titel van Ant. Schultingii Notae ad Digesta seu Pandectas. Ed. atque Animadversiones suas adiecit N. Smallenburg, Leyde 1804–1820